# 国鉄2850形蒸気機関車

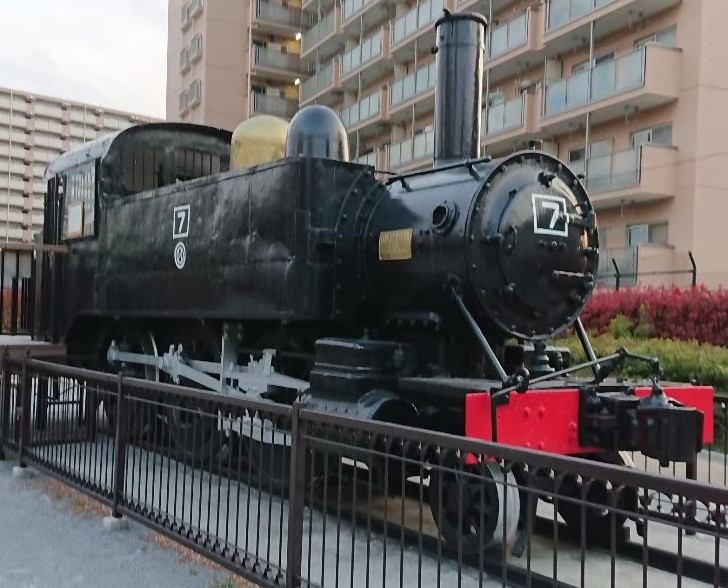
西武鉄道7号機関車

国鉄2850形蒸気機関車（こくてつ2850がたじょうききかんしゃ）は日本国有鉄道の前身である鉄道院、鉄道省に在籍したタンク式蒸気機関車である。
1897年（明治30年）伊賀鉄道（初代）開業に際してアメリカピッツバーグ・ロコモティブ・アンド・カー・ワークス（製造番号1709 - 1711）から3両輸入された。

## 構造
動輪直径は1,321mm、車軸配置2-6-0 (1C) で2気筒単式の飽和式タンク機関車で、弁装置はスチーブンソン式である。
2-6-0 (1C) という車軸配置はテンダー機関車では多いが、日本のタンク機関車では他に鉄道院2800形（旧関西鉄道「三笠」）、鉄道院2820形（旧九州鉄道形式102）の3形式のみである。これは、従輪を有しないため、背部炭庫や水槽の容量を大きくできず、バランスが良くなかったことが主な理由である。後進時の動揺が激しかった。
本形式は外観に大きな特徴があり、運転室、側水槽、炭庫や窓の周辺に貼られた装飾帯金や、運転室の下部、窓の上部等の曲線など、見る者に強い印象を与えるが、ピッツバーグ社製蒸気機関車の標準的なデザインラインからは大きく外れており、ブルックス社製のものに類似している。また、晩年まで空気制動機は取り付けられず、ほぼ原型を保っていた。

### 主要諸元
- 全長 : 8,690mm
- 全高 : 3,569mm
- 全幅 : 2,337mm
- 軌間 : 1,067mm
- 車軸配置 : 2-6-0 (1C)
- 動輪直径 : 1,321mm (4ft4in)
- 弁装置 : スチーブンソン式アメリカ型
- シリンダー（直径×行程） : 330mm×559mm
- ボイラー圧力 : 9.8kg/cm2
- 火格子面積 : 0.91m2
- 全伝熱面積 : 70.4m2
  - 煙管蒸発伝熱面積 : 64.8m2
  - 火室蒸発伝熱面積 : 5.7m2
- ボイラー水容量 : 2.0m3
- 小煙管（直径×長サ×数） : 50.8mm×3,169mm×128本
- 機関車運転整備重量 : 34.06t
- 機関車空車重量 : 27.79t
- 機関車動輪上重量（運転整備時） : 30.10t
- 機関車動輪軸重（最大・第3動輪上） : 10.34t
- 水タンク容量 : 3.68m3
- 燃料積載量 : 1.02t
- 機関車性能
  - シリンダ引張力 （0.85P）: 3,840kg
- ブレーキ装置 : 手ブレーキ、蒸気ブレーキ

## 運転・経歴

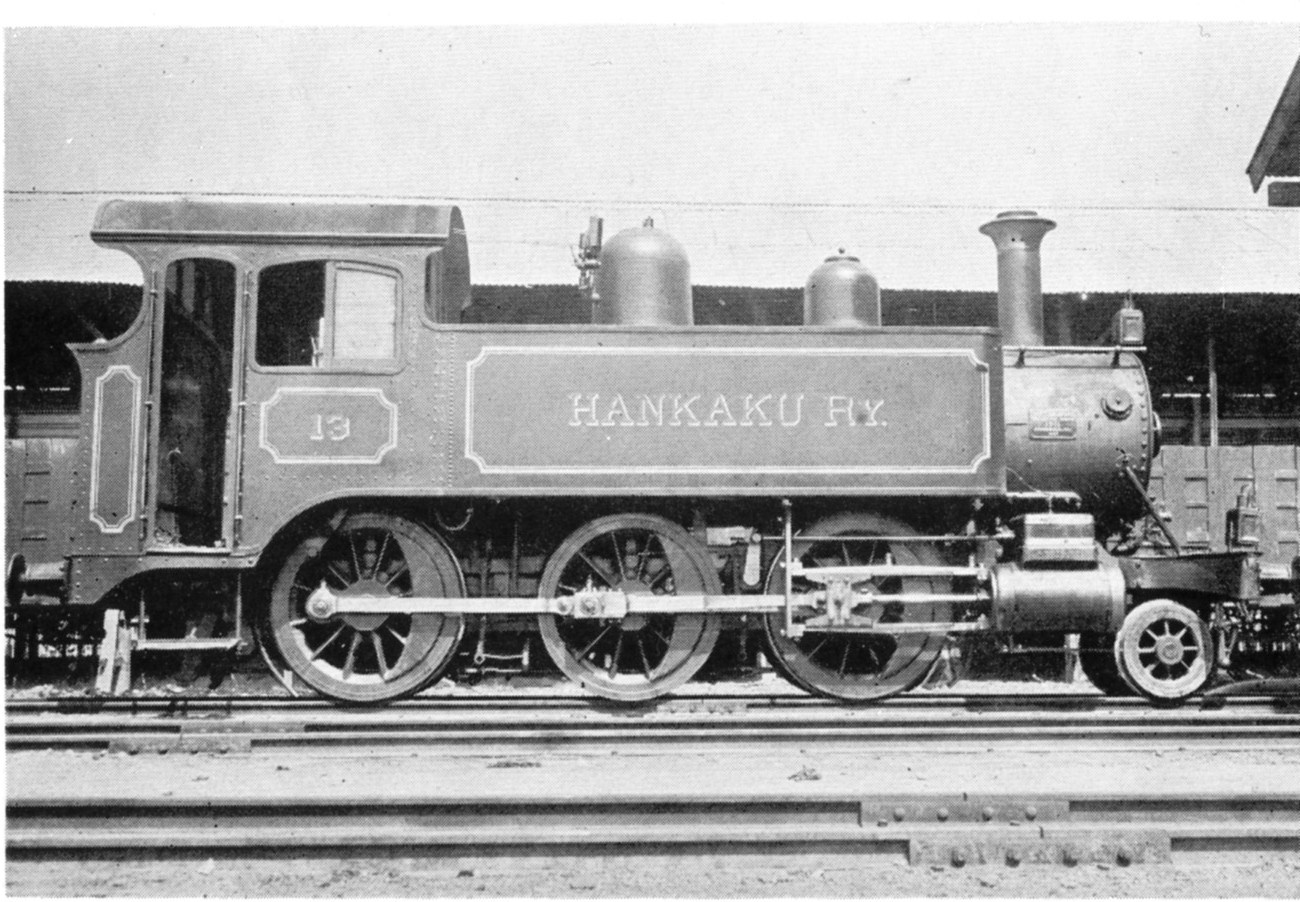
阪鶴鉄道 13（後の鉄道院 2851）

3両が伊賀鉄道によって発注され、1 - 3となるはずであったが、同鉄道は開業せずに終わったため、1899年（明治32年）に1、3が阪鶴鉄道に引き取られ、A5形 (12, 13) となった。その後同社は国有化され、1909年（明治42年）に2850形（2850, 2851）となり、西部鉄道管理局に所属した。
残った2も1900年（明治33年）に尾西鉄道に引き取られ、乙形 (11) となった。1911年（明治43年）10月21日に他の2-4-2 (1B1) 形タンク機関車3両とともに鉄道院の2-4-0 (1B) 形タンク機関車4両（160形164, 165・190形190, 191）と交換することとなり、同車も2850形に編入されて2852となり、西部鉄道管理局に所属した。
1923年（大正12年）4月に2851が、同年7月には残る2850・2852も廃車となったが、2850が駄知鉄道11、2851が播丹鉄道8、2852が北九州鉄道4となった。駄知鉄道11は1938年（昭和13年）11月に売却され、日曹炭鑛豊富鉱業所12となり、1955年（昭和30年）に廃車解体された。播丹鉄道8は1943年（昭和18年）6月に国有化され、廃車が予定されたが、西武鉄道に引き取られ、戦時中は国分寺 - 本川越間、終戦後は北所沢（現、新所沢）の専用線で使用され、7と改番された。その後1959年（昭和34年）頃から休車となっていたが、1962年（昭和37年）3月に上武鉄道に貸し渡され、同年6月から使用されたが、1965年（昭和40年）11月1日付けで廃車となり西武鉄道に返却された。北九州鉄道4は、1937年（昭和12年）に国有化されたが、引き継がれずに廃車解体された。

## 保存

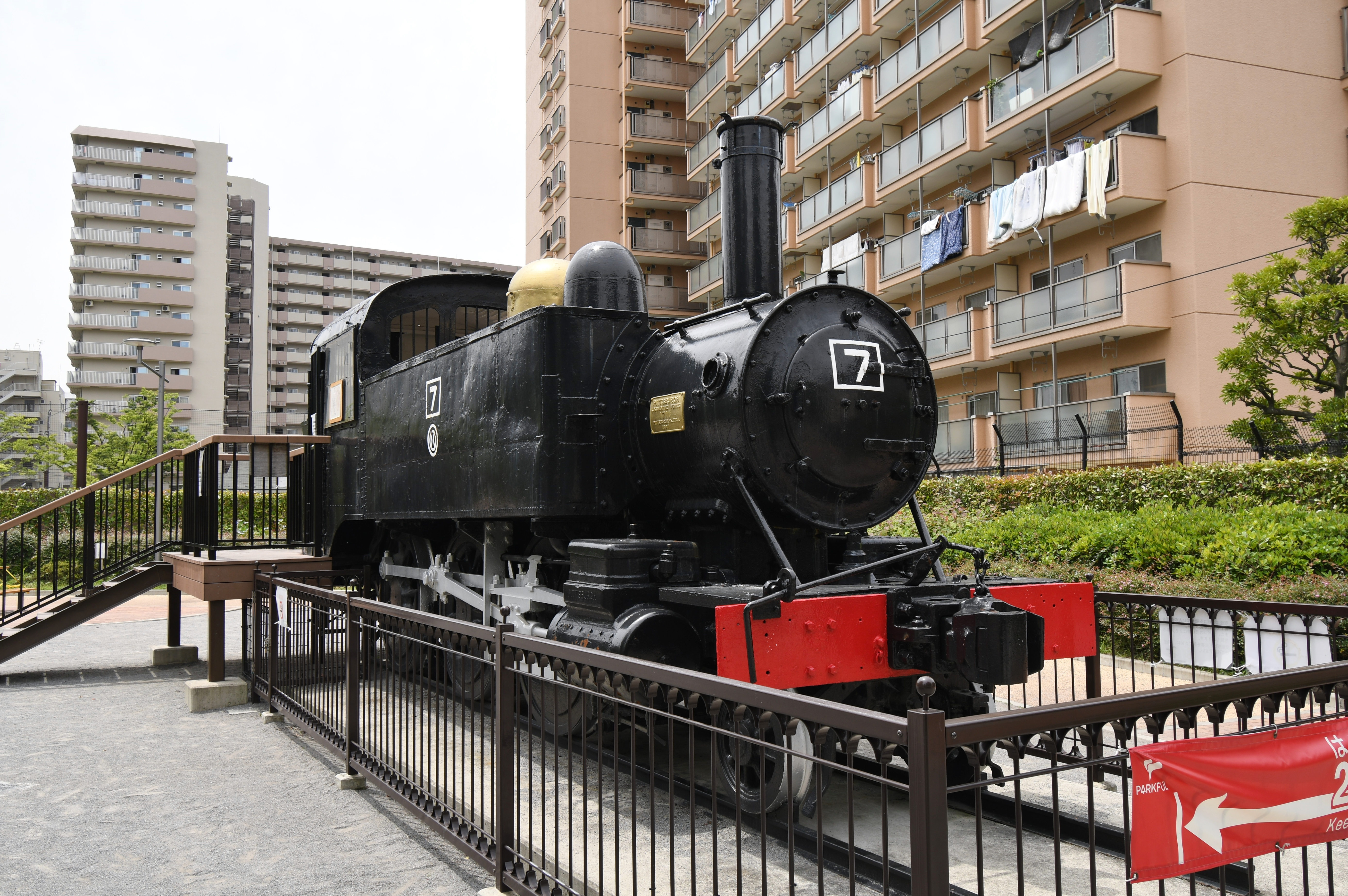
上武鉄道7（旧2851・東品川公園）

伊賀鉄道によって発注されたが、開業せず、1899年（明治32年）に阪鶴鉄道に引き取られ、A5形 (13) となる。その後同社は国有化され、1909年（明治42年）に2850形（2851）となり、西部鉄道管理局に所属した。
1923年（大正12年）4月に2851が廃車となったが、播丹鉄道に引き取られ、播丹鉄道8となった。1943年（昭和18年）6月に国有化され、廃車が予定されたが、西武鉄道に引き取られ、戦時中は国分寺 - 本川越間、終戦後は北所沢（現、新所沢）の専用線で使用され、7と改番された。その後1959年（昭和34年）頃から休車となっていたが、1962年（昭和37年）3月に上武鉄道に貸し渡され、同年6月から使用されたが、1965年（昭和40年）11月1日付けで廃車となり西武鉄道に返却された。1969年3月に保存が発表され、現在も品川区の東品川公園に保存展示されている。

## 同形機

### 台湾総督府鉄道100形
台湾総督府鉄道の100形は、1908年（明治41年）、アメリカン・ロコモティブのピッツバーグ工場で1両（製造番号 45575）が製造されたもので、100 と付番された。鉄道院の2850形とは、動輪直径が1,168mmと小さくなっている以外は、ほぼ同形である。製造番号1709 - 1711から11年も経て、ほぼ同形の機関車が製造された経緯は不明である。
この時期に当機が購入された経緯には、いろいろと込み入った事情があったようである。この機関車は、ワークス写真に残された連結器の種類から、本来台湾向けに製造された機関車ではないと推定されており、台湾総督府鉄道の増備計画にもない、全く予定外の導入であった。当機の取り扱い商社は三井物産であったことが判っているが、どこかの鉄道の注文流れ品か、三井物産が見込み発注した機関車を台湾総督府鉄道に押し込んだものと思われる。
当機の当初の配置は基隆であったが、1931年（昭和6年）には高雄に移り、1935年（昭和10年）には台北にあって入換に使用されていた。その後、1937年（昭和12年）にはC41形（番号不変）と改称されたが、1938年（昭和13年）に廃車されて、ボイラーの更新と1m軌間への改軌工事を実施のうえ中国にわたり、山西省の同蒲鉄路で使用された。そこでの番号も100であった。同鉄道では戦後まで使用され、1951年にMG52形となり、1975年に廃車されたという。